# Portia Perez
Pour les articles homonymes, voir Perez.
Jenna Grattan (née le 26 octobre 1987 à Ottawa) plus connue sous le nom de  Portia Perez est une catcheuse (lutteuse professionnelle) canadienne. Elle est principalement connue pour son travail à la Shimmer Women Athletes (Shimmer) et d'autres fédérations de catch féminin aux États-Unis.
Elle commence sa carrière au Canada en 2003 et rejoint la Shimmer. Elle y fait équipe avec Nicole Matthews et elles remportent à deux reprises le championnat par équipes de la Shimmer. Elle lutte aussi dans d'autres fédérations de catch féminin comme la Women Superstars Uncensored et la Shine Wrestling.

## Jeunesse
Grattan est fan de catch depuis l'enfance notamment d'Hulk Hogan. Elle grandit à Brockville (Ontario) et obtient son diplôme de fin d'étude au St. Mary Catholic High School.

## Carrière de catcheuse

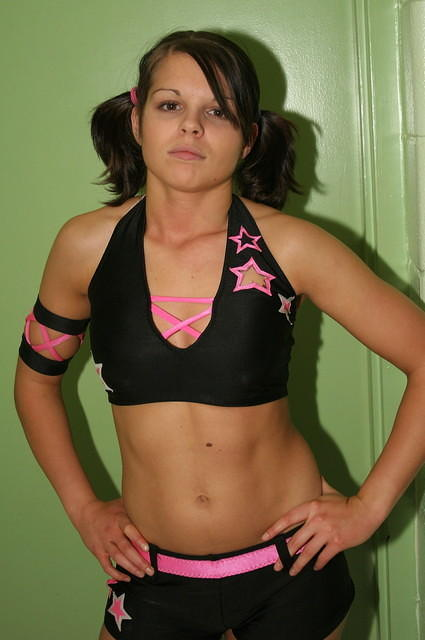
La catcheuse professionnelle canadienne Portia Perez en 2008.

### Débuts (2003-2006)
Grattan apprend le catch auprès de Dave Dalton et commence sa carrière à la Universal Wrestling Alliance, une fédération de l'Ontario.

### Circuit indépendant
En janvier 2006, Portia prend part à sa première tournée mondiale en Irlande avec la Irish Whip Wrestling et en Angleterre avec la  All Star Wrestling. Après son retour au Canada, elle continue à lutter dans différentes promotion comme la SHIMMER Women Athletes en mai 2006.
Perez part pour le Mexique en 2006 avec un masque sous le nom de Xtasis et fait des apparitions à la Asistencia Asesoría y Administración.
En novembre 2006, elle retourne à la Irish Whip Wrestling. Durant ce tour, Perez prend part au tournoi Queens of Chaos 2 à Paris, France, et débute à la Real Quality Wrestling à Londres, elle lutte alors avec la championne féminine RQW « Jezebel » Eden Black.
Pour la 3e fois en avril 2007, elle revient en Europe. En juin et juillet 2007, elle doit s'arrêter à la suite d'une fracture de la main lors du SHIMMER Women Athletes show du 2 juin. Elle revient de sa blessure le 27 juillet et catche à la Ring of Honor. 
Portia forme une équipe avec Nicole Matthews à SHIMMER Women Athletes en octobre 2007. Connue sous le nom de Canadian NINJAs, et à la ECCW à Vancouver.
En mars 2009, elle participe aux shows de la American Wrestling Rampage en luttant face à Serena Deeb.

### Total Nonstop Action Wrestling
Portia entame une rivalité avec Allison Danger au SHIMMER, le 5 juillet 2008 show. Le 15 décembre 2008, Portia perd face à Angelina Love dans un dark match pour la Total Nonstop Action Wrestling.

### CHIKARA
Lors de Chikarasaurus Rex: King of Sequel - Night, elle, Mima Shimoda et Tsukasa Fujimuto battent Sara Del Rey, Daizee Haze et Makoto.

## Palmarès
- Great Canadian Wrestling
  - 1 fois GCW W.I.L.D. Championship le 20 octobre 2007

- Main Event Wrestling
  - 1 fois MEW Women's Championship

- Shimmer Women Athletes
  - 1 fois Shimmer Tag Team Championship avec Nicole Matthews

## Récompenses des magazines
- Pro Wrestling Illustrated

| Année | 2008 | 2009 | 2010 | 2011 | 2012 | 2013 | 2014 | 2015 |
| ----- | ---- | ---- | ---- | ---- | ---- | ---- | ---- | ---- |
| Rang  | 50   | 35   | 25   | 30   | 32   | 29   | 35   | 43   |